# Bisdom Latacunga
Het bisdom Latacunga (Latijn: Dioecesis Latacungensis) is een rooms-katholiek bisdom met als zetel Latacunga, in Ecuador. Het bisdom is suffragaan aan het aartsbisdom Quito. 

## Geschiedenis
Het bisdom werd opgericht op 5 december 1963, uit delen van het aartsbisdom Quito. 

## Parochies
Het bisdom had in 2021 een oppervlakte van 6.108 km2 en telde 502.452 inwoners waarvan 80,0% rooms-katholiek was.

## Bisschoppen
- Benigno Chiriboga (5 december 1963 - 3 december 1968)
- José Mario Ruiz Navas (5 december 1968 - 6 augustus 1989)
- Raúl Holguer López Mayorga (18 juni 1990 - 19 februari 2003)
- José Victoriano Naranjo Tovar (19 februari 2003 - 30 november 2016)
- Geovanni Mauricio Paz Hurtado (30 november 2016 - heden)

## Galerij van afbeeldingen

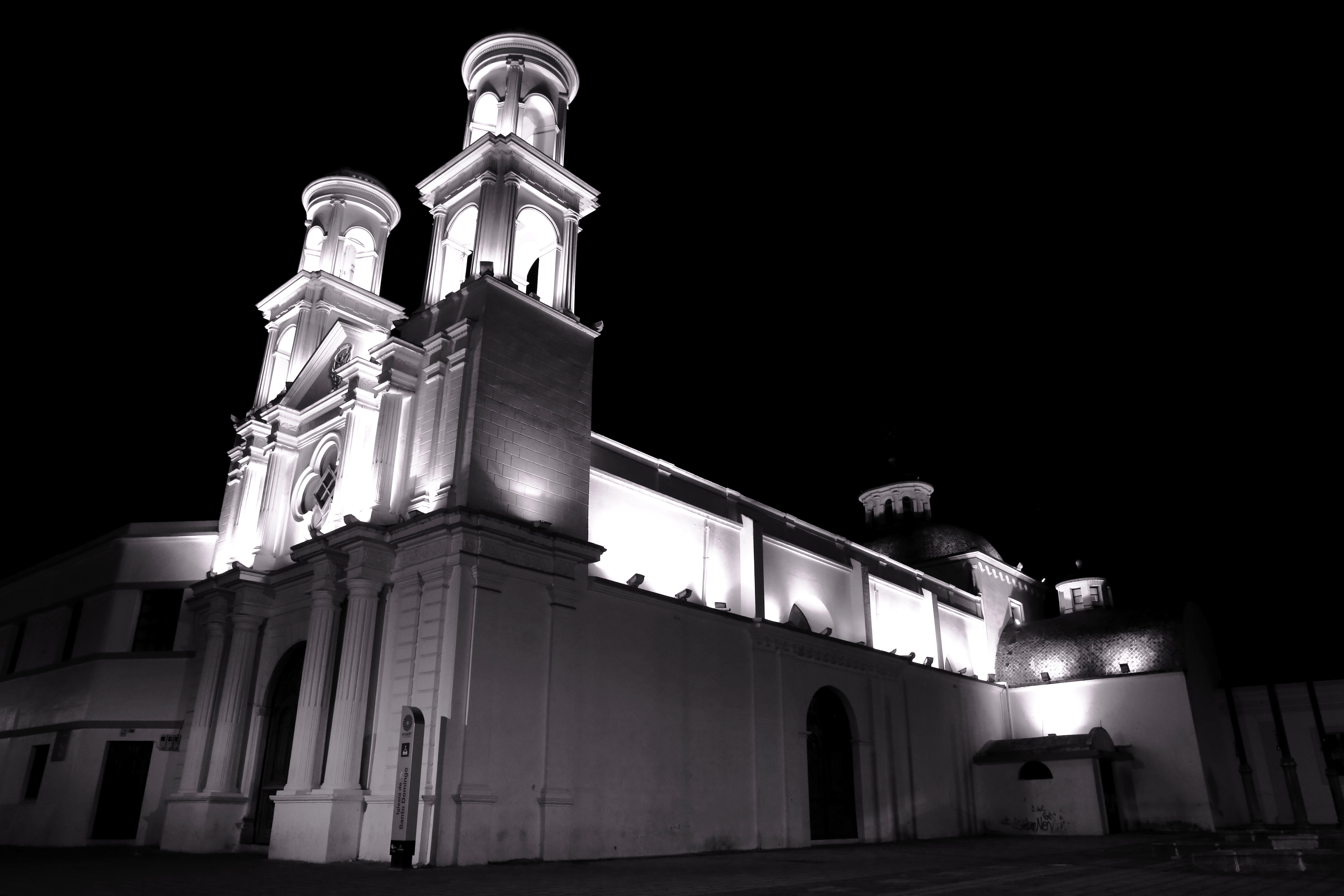
Santo Domingokerk in het centrum van Latacunga

Quito (aartsbisdom) · Ambato · Guaranda · Ibarra · Latacunga · Riobamba · Tulcán